# Barnett Gibbs

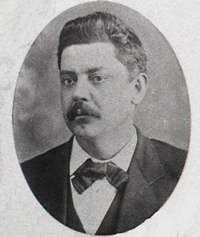
Barnett Gibbs.

Barnett Gibbs (* 19. Mai 1851 in Yazoo City, Mississippi; † 4. Oktober 1904 in Dallas, Texas) war ein US-amerikanischer Politiker. Zwischen 1885 und 1887 war er Vizegouverneur des Bundesstaates Texas.

## Werdegang
Im Jahr 1868 absolvierte Barnett Gibbs das Spring Hill College in Mobile (Alabama). Anschließend studierte er bis 1870 an der University of Virginia in Charlottesville. Nach einem Jurastudium an der Cumberland University und seiner 1873 erfolgten Zulassung als Rechtsanwalt begann er in Dallas in diesem Beruf zu arbeiten. Zwischen 1876 und 1882 war er juristischer Vertreter dieser Stadt. Gleichzeitig schlug er als Mitglied der Demokratischen Partei eine politische Laufbahn ein. Von 1882 bis 1884 saß er im Senat von Texas, wo er sich besonders für die Interessen der Farmer einsetzte.
1884 wurde Gibbs an der Seite von John Ireland zum Vizegouverneur von Texas gewählt. Dieses Amt bekleidete er zwischen 1885 und 1887. Dabei war er Stellvertreter des Gouverneurs und Vorsitzender des Staatssenats. Nach seiner Zeit als Vizegouverneur praktizierte er wieder als Anwalt. Außerdem stieg er in das Immobiliengeschäft ein. Später war er auch noch im Bergbau tätig. In den 1890er Jahren wandte er sich zwischenzeitlich der Populist Party zu. Als deren Kandidat bewarb er sich 1896 erfolglos um einen Sitz im US-Repräsentantenhaus. Zwei Jahre später strebte er ebenso erfolglos das Amt des Gouverneurs von Texas an. 1899 kehrte er zu den Demokraten zurück. Bei den Präsidentschaftswahlen des Jahres 1900 machte er Wahlkampf für den demokratischen Kandidaten William Jennings Bryan, den er vier Jahre zuvor noch politisch zu verhindern suchte. Nach der für die Demokraten und Bryan verlorenen Wahl zog sich Gibbs aus der Politik zurück, um sich seinen privaten Geschäften zu widmen. Er starb am 4. Oktober 1904 in Dallas, wo er auch beigesetzt wurde.